# Шенкароу, Джастин
Джастин Шенкароу (англ. Justin Shenkarow; 17 октября 1980, Торранс) — американский актёр, продюсер, режиссёр и сценарист, известен по ролям Мэттью Брока в телесериале «Застава фехтовальщиков», Саймона Холмса в телесериале «Мистический городок Эйри в Индиане» и озвучиванием Гарольда Бермана в мультсериале «Эй, Арнольд!».

## Жизнь и карьера
Шенкароу снимался на телевидении и кино более 19 лет. Он был три раза номинирован на премию «Молодой актёр» за его карьеру в качестве актёра в телесериале «Застава фехтовальщиков». Он снялся в телесериалах «Мистический городок Эйри в Индиане», «Большой ремонт», «Принц из Беверли-Хиллз», «Сильное лекарство» и «Бостонская школа».
Его продюсерская компания «Shake That Fro Productions» сняла три короткометражки в 2006 году, в которых он написал, спродюсировал, срежиссировал и снялся в различных фильмах. В 2005 году он снялся в двух фильмах: «Дом мёртвых 2» и «Comedy Hell».
В 2004 году он был избран в Совет киноактёров, в недавно был избран председателем Комитета молодых актёров. В 2008 году Шенкароу появился в телесериале от TLC «Flip That House». В 2010 году он снимался в одном из эпизодов телесериала «Невеста для миллионера».

## Фильмография
| Год       |    | Русское название                        | Оригинальное название              | Роль                                                         |
| --------- | -- | --------------------------------------- | ---------------------------------- | ------------------------------------------------------------ |
| 1990      | с  | Кто здесь босс?                         | Who’s the Boss?                    | Джейсон                                                      |
| 1990      | с  | Принц из Беверли-Хиллз                  | The Fresh Prince of Bel-Air        | Кевин Дрисколл                                               |
| 1991—1992 | с  | Мистический городок Эйри в Индиане      | Eerie, Indiana                     | Саймон Холмс                                                 |
| 1992      | мс | Бэтмен                                  | Batman: The Animated Series        | Джордан Хилл/Тимми Файр                                      |
| 1992—1996 | с  | Застава фехтовальщиков                  | Picket Fences                      | Мэттью Брок                                                  |
| 1994      | мс | Русалочка                               | The Little Mermaid                 | Дэниел                                                       |
| 1994      | мс | Бетховен                                | Beethoven                          | Роджер                                                       |
| 1994—1995 | мс | Где находится Кармен Сандиего?          | Where on Earth Is Carmen Sandiego? | игрок                                                        |
| 1994—1998 | мс | Жизнь с Луи                             | Life with Louie                    | Майкл Грюнвальд/Глен Гленн                                   |
| 1997—1999 | мс | Гаргульи                                | Gargoyles                          | Дейв Портер                                                  |
| 1996      | мс | Команда спасателей Капитана Планеты     | Captain Planet and the Planeteers  | Джоуи                                                        |
| 1996—2004 | мс | Эй, Арнольд!                            | Hey Arnold!                        | Гарольд Берман/Гарри/маленький Гарольд/дополнительные голоса |
| 1997—1999 | мс | Переменка                               | Recess                             | Гельман                                                      |
| 1998      | с  | Профиль убийцы                          | Profiler                           | Эндрю Уинслоу                                                |
| 1998      | с  | Большой ремонт                          | Home Improvement                   | Мэтт                                                         |
| 2001      | мф | Каникулы: Прочь из школы                | Recess: School’s Out               | ребёнок-солдат/ребёнок-рестлер                               |
| 2001—2004 | мс | Ллойд в космосе                         | Lloyd in Space                     | Эдди Хортон                                                  |
| 2002      | мф | Арнольд!                                | Hey Arnold!: The Movie             | Гарольд Берман                                               |
| 2002      | мс | Абсолютные шпионки                      | Totally Spies!                     | Адам                                                         |
| 2003      | с  | Сильное лекарство                       | Strong Medicine                    | Дасти                                                        |
| 2004      | мс | Ким Пять-с-плюсом                       | Kim Possible                       | Декстер                                                      |
| 2004      | ки | —                                       | Gurumin: A Monstrous Adventure     | Пеку/принц                                                   |
| 2005—2006 | мс | Чародейки                               | W.I.T.C.H.                         | Эрик/охранник                                                |
| 2006      | ф  | Гарфилд 2                               | Garfield: A Tail of Two Kitties    | дополнительные голоса                                        |
| 2006      | мф | Рога и копыта                           | Barnyard                           | дополнительные голоса                                        |
| 2006      | ки | —                                       | Lost Planet: Extreme Condition     | Рик                                                          |
| 2007      | ки | —                                       | Skate                              | дополнительные голоса                                        |
| 2011      | мф | Ледниковый период: Гигантское Рождество | Ice Age: A Mammoth Christmas       | дополнительные голоса                                        |
| 2011      | ки | Лос-Анджелесский нуар                   | L.A. Noire                         | патрульный Джеймс Митчелл                                    |
| 2015      | мф | Миньоны                                 | Minions                            | дополнительные голоса                                        |
| 2015      | с  | Нация Z                                 | Z Nation                           | Игги                                                         |
| 2017      | мф | Путеводная звезда                       | The Star                           | дополнительные голоса                                        |
| 2017      | мф | Эй, Арнольд! Кино из джунглей           | Hey Arnold: The Jungle Movie       | Гарольд Берман                                               |
| 2018      | мф | Человек-паук: Через вселенные           | Spider-Man: Into the Spider-Verse  | дополнительные голоса                                        |